# Bách tán nam
Bách tán nam hay vương tùng (danh pháp khoa học: Araucaria columnaris) là một loài thực vật hạt trần trong họ Bách tán. Loài này được G.Forst. Hook. mô tả khoa học đầu tiên năm 1852.